# Оши лез Еден
Оши лез Еден (фр. Auchy-lès-Hesdin) насеље је и општина у североисточној Француској у региону Север-Па де Кале, у департману Па де Кале која припада префектури Арас.
По подацима из 2011. године у општини је живело 1682 становника, а густина насељености је износила 175,03 становника/km². Општина се простире на површини од 9,61 km². Налази се на средњој надморској висини од 33 метара (максималној 122 m, а минималној 30 m).

## Демографија
| 1962. | 1968. | 1975. | 1982. | 1990. | 1999. | 2011. |
| ----- | ----- | ----- | ----- | ----- | ----- | ----- |
| 1.769 | 1.861 | 1.944 | 1.814 | 1.720 | 1.759 | 1.682 |

График промене броја становника у току последњих година